# Åndedans
Åndedans er en religiøs vækkelsesbevægelse, der fik stor udbredelse i Nordamerikas oprindelige befolkning i slutningen af det 19. århundrede. Den begyndte som en vækkelsesbevægelse blandt prærieindianerne omkring 1870 og kulminerede i 1890’erne, hvor den var en af årsagerne til den sidste indianerkrig og massakren ved Wounded Knee; her blev mindst 153 ubevæbnede medlemmer af lakotastammen dræbt af amerikanske soldater. Navnet kommer af bevægelsens centrale ritual, en runddans, som symboliserede de afdøde forfædre (dvs. ånderne); tilhængerne mente, at de gennem deltagelsen i den rituelle dans blev forenet med ånderne.
Cirkeldanse har været en integreret del af mange amerikanske religioner siden forhistorisk tid; hos flere præriestammer var soldansen en vigtig højtid. Ifølge de historiske kilder [kilde mangler] blev åndedansen udført første gang i 1889 i overensstemmelse med Jack Wilsons lære blandt pauitefolket i Nevada. Ritualet spredte sig meget hurtigt til mange af stammerne i det vestlige USA og nåede helt til Californien og Oklahoma. Stammerne integrerede åndedansen i deres egne religiøse systemer. Det medførte både kulturelle og sociale forandringer. 
Bevægelsens kerne var profeten Jack Wilson, der var kendt som Wovoka blandt paiutefolket. Hans profetier omfattede en vision om menneskenes kommende forening med forfædrenes ånder; det ville indvarsle afslutningen på den europæiske ekspansion i Amerika, og hans egen tids krigstilstand ville blive afløst af en retskaffen livsform og samarbejde mellem folkeslagene. Hos siouxfolket fik bevægelsen en endnu mere millenaristisk karaktér end i Wilsons oprindelige profetier. Fortolkningerne af visionen om de levendes forening med ånderne faldt i tre hovedgrupper:
- Det ville ske efter døden
- Ånderne ville vende tilbage til de levende sammen med mange jagtdyr – dette ville blive indvarslet af et Jesuslignende himmelsyn, og samtidig ville der komme varig fred med de europæiske amerikanere
- Ånderne ville jage de europæiske amerikanere bort, hvorefter freden ville komme

Særligt den tredje og i grunden konfrontatoriske form var udbredt blandt lakotaerne ved Wounded Knee.

## Historisk baggrund

### Paiutefolket
De nordlige paiutestammer boede i Mason Valley i det nuværende Nevada, da europæisk-amerikanske nybyggere begyndte at slå sig ned i regionen. På paiute var disse stammer kendt som tövusi-dökadö, (tövusi- : jordmandel(-knold) og dökadö : spisere). De levede som samlere, og deres hovednæring var cyperus (parasolpalnten), der var udbredt i området det meste af året. Derudover supplerede de deres diæt med fisk, pinjekerner og indimellem jagt med køller.
Tövusi-dökadö-samfundet havde ingen permanente politiske organisationer. Religionen indeholdt mange elementer af shamanistisk karaktér. Individer, der blev opfattet som havende en højere åndelig begavelse (shamaner), organisererede forskellige fælles religiøse aktiviteter og begivenheder, primært i form af fællesdanse. Det var almindeligvis rituelle handlinger, der blev udført på bestemte tider af året for at organisere høst og jagtaktiviteter. Derudover blev ritualer også gennemført ved kriser. I 1869 organiserede pauitemanden Hawthorne Wodziwob en række ekstraordinære danse, da han ville meddele sine visioner. Han fortalte om en rejse, som han havde foretaget til de dødes land, og om de løfter, de afdødes sjæle havde givet ham. I løbet af de næste tre til fire år ville de vende tilbage til de levendes land. Wodziwob havde ry som en dygtig shaman, og han overtalte mange til at deltage i de runddanse, der normalt ledsagede rituelle fester. Han udbredte sine visioner de næste tre år med hjælp fra Tavibo, Jack Wilsons far.
Tövusi-dökadö-samfundet havde i årene før Wodziwobs visioner oplevet et socialt sammenbrud. I 1867 havde en ødelæggende tyfusepidemi ramt regionen. Det er anslået, at den og andre sygdomme, som de europæiske kolonister havde bragt til Amerika, dræbte omkring en tiendedel af befolkningen; den øgede dødelighed kan have medført udbredte psykologiske traumaer, som igen skabte ubalance i samfundsordenen. Mange familier måtte opgive deres traditionelle nomadiske livsform, hvor de fulgte pinjetræernes vækstsæson og jagtdyrenes vandringer. Ofte måtte de flytte til Virginia City for at søge arbejde, der kunne forsørge dem.

### Forløbere for åndedansen
Åndedansritualets fysiske form blev ikke skabt af Jack Wilson og forsvandt heller ikke med ham. Der kendes mange beretninger om rituelle fester, som omfattede det, der beskrives som runddanse. De var normalt fællesdanse omkring en kultleder, der kontrollerede ceremonien. Dansen blev ofte afbrudt af trancetilstande, religiøse belæringer og profetier. På baggrund af studier af senere danseritualer gav antropologen Leslie Spier (elev af Franz Boas) dem betegnelsen “profetdanse”. Spier havde undersøgt flere versioner af ritualet, som stammede fra befolkningsgrupper, der var udbredt over størstedelen af Pacific Northwest-regionen og dele af det vestlige Montana. Spiers studie blev imidlertid udført på et tidspunkt, hvor de amerikanske religioner allerede havde inkorporeret mange kristne elementer, hvilket vanskeliggør undersøgelser af ritualets oprindelige elementer. Traditionelt symboliserede dansene solens rejse over himlen.
Den europæiske indflydelse på de oprindelige amerikaneres kultur (som ofte begyndte længe før områderne blev udforsket af europæere) har gjort det vanskeligt at indsamle "uberørte" data om nordamerikanske samfundsforhold i før-historisk tid: før den europæiske kolonialisering. Ofte ramte de sygdomme, europæerne bragte til Amerika, mange folkeslag før den første kontakt med europæerne. Overdødeligheden pga. epidemier førte ofte til store samfundsforandringer. Det samme gjaldt den forøgede handel, især med pelsprodukter, og indførslen af hesten (der førte til en revolution i prærieindianernes livsform). Disse omfattende sociale og kulturelle forandringer er praktisk taget ikke beskrevet i  historiske kilder, men kan udelukkende udledes af det arkæologiske materiale.
Kulturmøde og diffusion er ikke de eneste faktorer for udviklingen af åndedans-bevægelsen. Antropologen James Mooney var en af de første, der studerede runddansritualet. Han observerede en række påfaldende ligheder i indianske kulturer. Han påpegede også, at håb om og længsel efter forbedrede levevilkår var fælles for hele menneskeheden, og at det manifesterede sig i handlinger, der udsprang af menneskets naturlige adfærd og fysiologi. Selve ritualformen og udtrykket var derfor en reaktion på en oplevelse af en verden i forandring, der byggede på nedarvede handlingsmønstre (af både biologisk og kulturel art). Strukturelt var åndedans-bevægelsen en parallel til andre millenaristiske bevægelser, der også opstod som reaktion på den europæiske ekspansion.

## Jack Wilsons vision
Jack Wilson, der hed Wovoka, inden han antog et engelsk navn, havde formentlig oplevet en vision under en solformørkelse den 1. januar 1889. Det var ikke første gang, han havde modtaget visioner direkte fra guden, men tidligere var han barn. Nu var han blevet voksen og mente derfor, at han nu var åndeligt klar til at modtage et sådant budskab. Jack var oplært af en religiøs lærer på sine forældres opfordring, da han havde fortalt om sine vanskeligheder med at forstå sine visioner. Han blev også uddannet som kultekspert/shaman og fulgte i sin fars fodspor. Jack blev kendt som en dygtig ung leder i hele Mason Valley, og han stod ofte i spidsen for runddans-ceremonier.
James Mooney gennemførte et interview med den karismatiske prædikant i 1892. Jack Wilson fortalte, at han havde stået foran gud i himlen, og at han havde set mange af sine forfædre beskæftiget med deres yndlingstidsfordriv. Gud havde vist Jack et smukt landskab fyldt med jagtbytte og givet ham instruktioner: Når han vendte tilbage, skulle Jack fortælle sit folk, at de skulle elske hverandre, afholde sig fra kamp og leve i fred med de hvide. Gud fortalte også, at Jacks folk skulle arbejde og ikke længere stjæle eller lyve, og at de ikke længere måtte udføre de traditionelle rituelle selvmishandlinger i forbindelse med sorg over afdøde slægtninge. Gud fortalte, at hvis folket adlød disse regler, ville de blive forenet med deres venner og familie i den anden verden. I Guds nærvær, proklamerede Jack, ville der hverken være sygdom eller alderdom. Mooney sammenlignede dette budskab med breve mellem forskellige stammer og Jacks beskeder til de pilgrimme, der kom til Mason Valley; det bekræftede ham i, at det var den vision, han også havde fortalt om til bevægelsens tilhængere.
Ifølge Jack Wilson havde han fået overdraget åndedansen for at bringe den tilbage til sit folk. Han prædikede, at hvis denne fem dage lange dans blev udført med regelmæssige mellemrum, ville deltagerne sikre deres egen lykke og genforening med de afdøde. Det blev hævdet, at Gud også havde givet Jack magt over vejret og fortalt ham, at han skulle være leder af det vestlige USA; den østlige del forblev hos præsident Harrison.
Jack Wilson følte sig efter sit besøg hos Gud overbevist om, at hvis alle indianerne i den vestlige del af kontinentet dansede åndedansen, ville de fremskynde udviklingen. Al ondskab i verden ville blive skyllet væk, og en fornyet verden fyldt med mad, kærlighed og tro ville blive tilbage. Denne nye religion blev hurtigt udbredt iblandt pauitefolket, og den blev der kendt som "Dans i kreds". Siouxfolket, der også overtog religionen, kaldte den åndedans, og da de første europæiske amerikanere mødte den hos siouxstammer, var det denne betegnelse, der vandt indpas i europæiske sprog.

## Wounded Knee-massakren
Jack Wilson/Wovokas budskab blev spredt over størsteparten af det vestlige USA især af oprindelige amerikanere, men også nogle angloamerikanere. Allerede på et tidligt tidspunkt i bevægelsens historie sendte mange stammer udsendinge for ved selvsyn at undersøge profetens budskab, mens andre blot sendte delegerede for at vise deres støtte. Uanset deres motiv vendte mange hjem som troende og prædikede selv Wovokas budskab blandt deres egne. Derudover vakte åndedansen også interesse blandt mormonerne fra Utah, idet forestillingen om en indfødt amerikansk profet allerede var kendt hos dem og ofte anerkendt som en realitet.
Hovedparten af åndedansens tilhængere opfattede Wovokas lære som et budskab om fred og pacifisme; imidlertid var der grupper, for hvem det ikke var tilfældet. Forestillinger om åndeskjorter kan måske være opstået på basis af åndedansbevægelsen. Åndeskjorterne bestod af stof, der ved hjælp af åndelige kræfter kunne modstå projektiler fra skydevåben. Oprindelsen er dog yderst usikker, fx var der blandt mormonerne en udbredt forestilling om særlige typer af beklædning, der kunne beskytte en from bærer mod ondskab. Høvding Kicking Bear var med stor sandsynlighe den første, der bragte konceptet om åndeskjorter til sit folk, lakotasiouxerne, i 1890. En anden lakotafortolkning af Wovokas visioner ændrede idéen om en "fornyet jord", hvor "alt ondt er vasket bort". Lakotaernes tolkning omfattede fjernelsen af alle angloamerikanere fra deres land; det var i modstrid med Wovokas egen idé om harmonisk sameksistens mellem alle folkeslagene i Nordamerika.
I februar 1890 brød USA's regering den traktat, den havde indgået med lakotafolket, ved en omorganisering af Great Sioux-reservatet i South Dakota; derved kom området, der tidligere havde udgjort størstedelen af staten til at bestå af fem mindre reservater. Det var blevet gjort af hensyn til tilflyttere fra de østlige stater og var et led i regeringens åbenlyse politik om at nedbryde indianernes kultur. I de reducerede reservater blev stammer opsplittet i familieenheder, der hver fik et stykke jord på omkring 1,3 km², som de blev tvunget til at opdyrke og bruge til husdyrhold. Børnene skulle sendes i skole, hvor alle former for indiansk sprog og kultur var forbudt.
For at hjælpe siouxfolkene gennem overgangen blev det pålagt Bureau of Indian Affairs (BIA) at sørge for udlevering af fødevarer og at stille angloamerikanske landmænd, som kunne fungere som undervisere i landbrugsteknik, til rådighed. Denne plan tog dog ikke højde for de problemer siouxfolket ville få med at opdyrke jorden i det halvtørre prærieland i South Dakota. Vækstsæsonen i 1890 blev præget af ekstrem varme og begrænset nedbør, og mod slutningen af året var det klart, at området var totalt uegnet til landbrug. Uheldigvis var det også det tidspunkt, hvor regeringens tålmodighed med de "dovne indianere" slap op; det betød, at rationerne til siouxstammerne blev halveret. Da bisonen næsten var fuldstændigt udryddet, havde siouxstammerne ikke adgang til alternative fødekilder og stod derfor overfor en uundgåelig hungersnød. 
En forøgelse i antallet af åndedansceremonier opskræmte flere af BIA's tilsynsførende; derfor blev Kicking Bear fx tvunget til at forlade Standing Rock. Da dansene imidlertid fortsatte, tilkaldte agent McLaughlin flere soldater til assistance. Han hævdede, at Sitting Bull, den åndelige leder af hunkpapafolket, var den virkelige leder for bevægelsen. Den tidligere agent, Valentine McGillycuddy, så ikke noget ekstraordinært ved dansene og latterliggjorde den panik, der tilsyneladende havde ramt BIA.
Alligevel blev tusindvis af soldater fra U.S. Army sendt til reservatet. Den 15. december 1890 blev Sitting Bull arresteret for ikke at have forhindret sit folk i at praktisere åndedansritualer. I forbindelse med anholdelsen så en sioux, hvordan der blev skudt mod soldaterne, der straks svarede igen; episoden medførte flere dødsofre på begge sider, heriblandt Sitting Bull. 
Big Foot, en leder fra Miniconjou-siouxstammen, der var på U.S. Armys liste over problemskabende indianere, blev stoppet på sin vej for at slutte sig til de øvrige siouxhøvdinge. Amerikanske officerer tvang ham og hans folk til Pine Ridge, så de soldater, der var samlet der, havde mulighed for at se den aldrende høvding. Om aftenen den 28. december rejste den lille gruppe siouxer deres tipier ved bredden af Wounded Knee Creek. Dagen efter begyndte soldaterne at indsamle alle gruppens våben, men en ung og døv kriger nægtede at udlevere sine. Der udbrød derpå håndgemæng, og et våben gik af. En officer gav ordre til soldaterne om at åbne ild, og siouxerne reagerede ved at tage deres konfiskerede våben tilbage. De amerikanske soldater begyndte nu at beskyde siouxerne med håndvåben og let artilleri fra bakkerne over lejren. Da skyderiet var slut var 153 siouxer dræbt –  størstedelen heraf kvinder og børn. 25 amerikanske soldater var ligeledes døde, de fleste dræbt af egnes beskydning. 
Efter massakren overgav høvding Kicking Bear officielt sine våben til general Nelson A. Miles. Da befolkningen i de østlige stater blev bekendt med måden, hvorpå lakotaernes modstand var blevet brudt, kom det til omfattende protester. Regeringen havde ved flere lejligheder insisteret på, at den oprindelige befolkning allerede var pacificeret, og mange følte derfor, at hærens fremfærd i dette tilfælde havde været hårdhændet; massakren blev fx sammenlignet med usportslig optræden. Disse protester førte til, at den tidligere traktat blev genindført, at siouxerne modtog de fulde rationer, og at de fik kompensation for de landområder, de havde mistet.
Tyve af de involverede soldater modtog trods de offentlige protester medaljer for deres medvirken i nedslagtningen; disse udmærkelser er aldrig blevet tilbagekaldt.

## Antropologiske teorier

### Religiøs revitaliseringsbevægelse
Antropologen Anthony F. C. Wallace beskriver i en model fra 1956 de processer, der ligger bag det, han betegner som en revitaliseringsbevægelse. I Alice Beck Kehoes etnohistoriske beskrivelse af åndedansen behandler hun bevægelsen inden for Wallaces model om religiøs revitalisering. Tövusi-dökadöfolkets traditionelle levevis som samlere foregik i en periode, hvor gruppen i det store og hele kunne tilfredsstille deres behov, både mht. til mad, materiel velstand og emotionelt; i den periode oplevede gruppen sin levevis som fuldt ud tilpasset dens sociale og naturlige miljø. Den periode varede frem til omkring 1860, hvor tilstrømningen af europæisk-amerikanske indbyggere skabte så store forandringer i gruppens miljø, at det medførte et stigende pres på enkelte af gruppens medlemmer, som begyndte at opleve, at de ikke kunne opfylde alle behov med deres traditionelle metoder. I 1880'erne var hele gruppen begyndt at føle dette pres, da den amerikanske regerings tilstedeværelse og de nye kolonisters indvandring var blevet langt mere massiv. Introduktionen af Jack Wilsons åndedans markerede begyndelsen på en periode for reformulering af gruppens kultur og religion, efter at det traditionelle kulturelle mønster var brudt totalt sammen. Efter 1900 indtraf derpå en ny ligevægt, hvor gruppen oplevede, at deres kulturelmønstre fuldt ud var tilpasset deres sociale og naturlige miljø. På dette tidspunkt havde de ikke længere adgang til deres traditionelle fødekilder, men havde nu overtaget en europæisk-amerikansk levevis baseret på deres traditionelle paiutekultur.

### Afvisning blandt andre stammer
"Worthless words" var en beskrivelse, navajoledere gav åndedansen i 1890. Tre år senere ankom James Mooney til navajoreservatet i det nordlige Arizona som led i sit studie af bevægelsen. Han kunne her konstatere, at åndedansritualet aldrig var blevet inkorporeret i navajosamfundet; ikke engang, da bevægelsen var på sit højeste i det vestlige USA. Ifølge Kehoe fik den ikke fodfæste der i 1890, da navajosamfundet oplevede en relativt høj social og økonomisk vækst. En anden faktor var, at navajoerne i højere grad frygtede deres traditionelle guders reaktion på et religionsskifte. Kehoe bygger bl.a. sin hypotese på, at navajofolket i en senere nedgangsperiode overtog peyotereligionen.

## Parallelle bevægelser
- En religiøs vækkelse blandt xhosafolket i Sydafrika, der byggede på Nongqawuses visioner, førte i 1856-1857 til, at mange nedslagtede deres eget kvæg og destruerede deres egne fødevaredepoter. Området blev efterfølgende ramt af en hungersnød, hvorved omkring 60.000 mennesker omkom.
- Righteous Harmony Society var en kinesisk bevægelse, der opstod som reaktion på vestlig kolonialisme
- Maji Maji-oprørene i Afrika havde en åndelig leder, der kunne give dem en krigsmedicin, som forvandlede tyske soldaters kugler til vand
- Tilhængerne af det melanesiske cargokult troede, at deres forfædre ville vende tilbage i en nær fremtid medbringende vestlig teknologi
- De spanske carlister bekæmpede sekularisme og mente at detente bala — et stykke stof med et billede af Jesu hjerte — ville beskytte dem mod fjenders kugler
- Burkhanisme var en bevægelse blandt altajfolket, der opstod som reaktion på russisk ekspansion
- Børnesoldater i Liberia bar parykker og brudeslør, der skulle forvirre fjendtlige projektiler ved at udstille en dobbelt identitet.[14]